# Indolens
Indolens betecknar inom medicinen ett tillstånd av passivitet och oföretagsamhet. I vissa fall kan symptomen även vara avsaknad av smärtförnimmelser. Indolent kan även vara ett annat ord för lågmalign i samband med tumörer.